# Ford Beebe
Ford Beebe   (Grand Rapids, 26 de novembre de 1888 - Lake Elsinore, 26 de novembre de 1978) va ser un guionista i director de cinema. Va entrar al negoci del cinema com a escriptor cap al 1916 i durant els següents 60 anys va escriure i/o dirigir gairebé 200 pel·lícules.
Es va especialitzar en pel·lícules B, principalment westerns, i sèries d'acció, treballant en les sèries "Buck Rogers" i "Flash Gordon" per a Universal Pictures.

## Vida
Ford Beebe va néixer el 26 de novembre de 1888 a Grand Rapids (Michigan). Abans de traslladar-se a Hollywood  era un escriptor autònom que també tenia experiència en publicitat. Va arribar a Hollywood el 1916 i va començar a treballar com a escriptor per a westerns. El seu primer crèdit va ser com a guionista de la pel·lícula de 1916 A Youth of Fortune. Beebe va dirigir per primera vegada quan Leo D. Maloney, que havia estat dirigint una pel·lícula anomenada The Test, va caure malalt. Beebe es va fer conegut com a director de pel·lícules i sèries de baix pressupost. Una vegada es va descriure com "un expert en fer alguna cosa del no-res." La primera sèrie dirigida per Beebe va ser The Shadow of the Eagle de 1932. Va dirigir altres sèries, en particular Flash Gordon's Trip to Mars, Buck Rogers, The Green Hornet, i Don Winslow of the Navy; l'historiador del cinema Hal Erickson va assenyalar que aquests són els millors treballs de Beebe.
Beebe preferia dirigir westerns; parlant a l' Evening Independent, va dir que els westerns eren el "pa amb mantega" dels estudis de cinema. He was listed as a director on over 100 films. Alfred Hitchcock va elogiar Beebe per la seva pel·lícula de 1942 Night Monster, impressionat per la velocitat i l'economia de la producció.
Beebe es va casar amb l'escriptora Frances Wiley. La parella va tenir vuit fills. El seu únic fill noi, Ford Beebe, Jr., es va convertir en director com el seu pare. Van perdre dues filles bessones en la infància i van tenir cinc filles que van sobreviure: Frances, Mary, Ruthann, Maxine i Martha. En els darrers anys Beebe es va casar amb Kitty Delevanti, amb qui va tenir un fill, Mike.

## Filmografia seleccionada
- The Big Catch (1920)
- A Gamblin' Fool (1920)
- The Grinning Granger (1920)
- One Law for All (1920)
- 'In Wrong' Wright (1920)
- Double Danger (1920)
- The Two-Fisted Lover (1920)
- Tipped Off (1920)
- Superstition (1920)
- Fight It Out (1920)
- The Trail of the Hound (1920)
- The Saddle King (1921)
- The Driftin' Kid (1921)
- Sweet Revenge (1921)
- Kickaroo (1921)
- The White Horseman (1921)
- Winners of the West (1921)
- Too Much Business (1922)
- Battling Bunyan (1924)
- The Business of Love (1925)
- The Outlaw Express (1926)
- The Blind Trail (1926)
- The High Hand (1926)
- Don Desperado (1927)
- The Long Loop on the Pecos (1927)
- Border Blackbirds (1927)
- The Black Ace (1928)
- The Apache Raider (1928)
- The Boss of Rustler's Roost (1928)
- The Bronc Stomper (1928)
- The Code of the Scarlet (1928)
- Yellow Contraband (1928)
- .45 Calibre War (1929)
- Overland Bound (1929)
- The Man from Hard Pan (1927)
- The Vanishing Legion (1931)
- The Pride of the Legion (1932)
- The Prescott Kid (1934)
- The Adventures of Rex and Rinty (1935)
- Fighting Shadows (1935)
- Justice of the Range (1935)
- The Revenge Rider (1935)
- Riding Wild (1935)
- Stampede (1936)
- Code of the Range (1936)
- West Bound Limited (1937)
- Jungle Jim (1937)
- Flash Gordon's Trip to Mars (1938)
- Buck Rogers (1939)
- The Phantom Creeps (1939)
- The Stranger from Texas (1939)
- Oklahoma Frontier (1939)
- Flash Gordon Conquers the Universe (1940)
- The Green Hornet (1940)
- Night Monster (1942)
- Enter Arsène Lupin (1944)
- The Invisible Man's Revenge (1944)
- The Lion Hunters (1951)
- Wagons West (1952)